# 13 Rue Madeleine
13 Rue Madeleine ist ein 1946 entstandenes und im unmittelbar zuvor beendeten Zweiten Weltkrieg spielendes Spionagefilmdrama von Henry Hathaway mit James Cagney und Annabella in den Hauptrollen.

## Handlung
Während des Zweiten Weltkriegs wird Charles Stevenson Gibson, ein Anwalt aus St. Louis mit einem großen Erfahrungsschatz in Sachen internationaler Angelegenheiten, von Präsident F. D. Roosevelt gebeten, die Aktivitäten eines neuen Geheimdienstes zu organisieren und zu koordinieren. Gibson wählt Robert „Bob“ Sharkey aus, einen weit gereisten, vielsprachigen Gelehrten, der im Ersten Weltkrieg mit Auszeichnung gedient hat, um das komplexe Training des neuen Dienstes zu leiten. Zahlreiche Freiwillige melden sich in Washington für ein strenges Ausbildungsprogramm, bevor sie ins Ausland geschickt werden. 1944 gehört zu den Kandidaten, die für die 77. Gruppe ausgewählt werden, Suzanne de Beaumont, eine französische Staatsbürgerin, die nach der Besetzung Frankreichs durch die deutsche Wehrmacht 1940 in den USA gestrandet war und deren Ehemann Artillerieoffizier in der französischen Armee ist. Außerdem Jeff Lassiter, der Sohn eines US-Konsuls, der in Genf und Oxford ausgebildet und an der Offiziersschule der University of California in Los Angeles rekrutiert wurde, sowie Bill O’Connell, ein Absolvent der Rutgers University und ehemaliger Mitarbeiter der Auslandsabteilung einer großen Bank. Auf einem abgelegenen Landsitz werden die 22 Kandidaten zwei Wochen lang intensiven Tests unterzogen, um festzustellen, ob sie für die weitere Ausbildung geeignet sind.
Gibson informiert Sharkey, dass er weiß, dass einer der Kandidaten ein deutscher Doppelagent ist, und Sharkey wird beauftragt, ihn zu identifizieren. Die Gruppe muss sich harten sportlichen Übungen, Beobachtungstests, Morseunterricht, Geräuschinterpretation, Scheinverhören sowie ausgedachten Missionen unterziehen. Lassiter und O’Connell, die Zimmergenossen sind, werden zusammen auf eine Probemission geschickt. Sharkey ist bald davon überzeugt, dass O’Connell der deutsche Agent sein müsse, da er in allem zu gut abschneidet, um ein Anfänger zu sein. Gibson bestätigt Sharkeys Meinung, möchte aber, dass O’Connell, dessen richtiger Name Wilhelm Kuncel ist, wie geplant nach England geht, wo er mit Fehlinformationen über die militärischen Strategien an der zweiten Front gefüttert wird. In London besuchen Sharkey und O’Connell die niederländische Abteilung des alliierten Geheimdienstes, und O’Connell nimmt falsche Informationen über Plan „B“ auf, die Invasion Deutschlands durch die Niederlande. Suzanne und Lassiter werden unterdessen mit einer Mission in Frankreich beauftragt, wo sie einen Franzosen namens Duclois ausfindig machen sollen, der eine Fabrik gebaut hat, in der die Deutschen ihren V2-Raketen herstellen. Sie planen, über Holland nach Frankreich einzureisen, und niemand – auch O’Connell, der sie begleiten soll – darf wissen, was ihre Mission ist. Als Sharkey Lassiter dann erzählt, dass O’Connell ein deutscher Agent ist, ist dieser schockiert, willigt aber ein, O’Connell zu erschießen, wenn der droht, überzulaufen.
Kurz nach einem Abschiedsessen erfährt Suzanne, dass ihr Mann tot ist. Als das Trio mit dem Fallschirm über Holland abspringt, öffnet sich ein Fallschirm nicht, und Sharkey erhält von Suzanne die Nachricht, dass Lassiter beim Absprung ums Leben kam und O’Connell verschwunden ist. Ein späteres Telegramm enthüllt, dass Lassiters Fallschirmschnur vorsätzlich durchgeschnitten wurde. Sharkey weiß, dass das Leben aller Agenten in Gefahr ist, da O’Connell sie identifizieren kann. Er übernimmt Lassiters Part in dem Unternehmen und trifft sich mit Suzanne in einem gesicherten Haus. Im deutschen Hauptquartier sagt O’Connell seinen Vorgesetzten, dass sie einen Ersatz für Lassiter finden müssen. Sharkey, der sich als Beamter des Arbeitsministeriums der Vichy-Regierung ausgibt, besucht den Bürgermeister der Stadt, in der sich die V2-Fabrik befindet, und verlangt ein Treffen mit Duclois. Der Bürgermeister ist in Wirklichkeit Mitglied der französischen Résistance und erklärt sich bereit, ihm zu helfen, Duclois aus dem schwer bewachten Hotel Moderne zu befreien, in dem er lebt und arbeitet, nachdem Sharkey seine wahre Identität herausgefunden hat.
In der Zwischenzeit ermittelt die Gestapo in Sachen Sharkey, und im deutschen Hauptquartier in der Rue Madeleine Nr. 13 in Le Havre identifiziert O’Connell eine Skizze des Amerikaners. Als Teil eines ausgeklügelten Plans sucht der Bürgermeister Schutz angeblich vor seinen Landsleute, die ihn als Kollaborateur betrachten. Da die Deutschen mehr Männer zum Schutz des Bürgermeisters benötigen, ziehen sie die Wachen von Duclois ab, sodass Sharkey ihn gefangen nehmen kann. Während die Untergrundbewegung Duclois in ein Flugzeug steckt, blockiert Sharkey die herannahenden Deutschen, indem er absichtlich mit einem Auto in sie hineinfährt. Dabei gerät er in Gefangenschaft. Suzanne versucht ein Telegramm an Gibson zu senden, wird jedoch von den Deutschen entdeckt und getötet. Später, in London, überbringt Duclois der Royal Air Force Einzelheiten über die Örtlichkeiten der Raketenfabrik, die sich nun darauf vorbereiten können, diese zu bombardieren. Gibson empfängt einen Teil von Suzannes letzter Nachricht, in der sie erklärt, dass Sharkey den Deutschen in die Hände gefallen ist. Als die Alliierten beabsichtigen, die Rue Madeleine 13 zu bombardieren, teilt Gibson den Piloten mit, dass Sharkey zweifellos schwerer Folter ausgesetzt ist und dass die Bombardierung des Ortes die einzige Möglichkeit sein könnte, ihn von seinem Leiden zu erlösen. Sharkey wurde tatsächlich gefoltert, hat aber geschwiegen. Der Bombenangriff beginnt, und Sharkey stirbt, während er O’Connell ins Gesicht lacht, da dieser ahnungslos bezüglich der alliierten Landungspläne am 6. Juni 1944 bleiben wird.

## Produktion und Veröffentlichung
Der Film wurde gedreht zwischen Ende Mai und Ende August 1946 mit Außenaufnahmen im kanadischen Quebec. Darryl F. Zanuck war Herstellungsleiter. James Basevi gestaltete die Filmbauten, Thomas K. Little war Ausstatter. René Hubert entwarf die Kostüme. Alfred Newman war musikalischer Leiter.
13 Rue Madeleine hatte am 15. Januar 1947 seine New Yorker Premiere. Im deutschsprachigen Raum wurde der Film nicht gezeigt. 2003 veröffentlichte Fox Home Entertainment eine DVD in englischer und spanischer Sprache.

## Kritiken
Bosley Crowther schrieb in der New York Times eine ausführliche Betrachtung: „Angesichts der vielen ausgefallenen Geschichten über die Kriegsaktivitäten der O.S.S. … erscheint es ziemlich seltsam, dass ein Film, der vorgibt, solche Akte des Wagemuts zu erzählen, die Namen der beteiligten Organisation verschweigen muss. Doch anscheinend waren die rücksichtslosen Produzenten von „13 Rue Madeleine“ durch ihre eigene Erfindungsgabe zu dieser äußersten Vorsichtsmaßnahme gezwungen. So kommt es, dass in diesem flotten und skurrilen Film … eine Organisation namens „Secret Intelligence“, nicht O.S.S., die ausgefallenen Sachen durch eine Einheit mit der Bezeichnung „0-77“ durchführt, hieß ... (…) Die Charaktere, darunter James Cagney, Walter Abel und Frank Latimore, werden in der scharfen und sachlichen Art und Weise einer Behandlung durch The March of Time vorgestellt. Sie sind vor Washingtoner Hintergründen gefangen und wirken sehr furchteinflößend und real. Und die Einzelheiten der Personalausbildung wirken ebenso authentisch. (…) Mr. Cagney ist als Chefspion ernsthaft und überzeugend, bis er in Frankreich landet; dann ist seine Pose als Vichy-Franzose völlig albern. (…) Und Richard Conte, der „interne“ Nazi-Agent, verhält sich ebenso albern, als er eine deutsche Uniform anzieht. (…) Es ist schade, dass Produzent Louis de Rochemont und Twentieth Century-Fox, die uns einige faszinierende Filme im Bereich der halbdokumentarischen Filme beschert haben, sich diesen entgehen ließen.“
Der Movie & Video Guide fand den Streifen als „im dokumentarischen Stil gehaltene Geschichte okay“ und lobte die „gute Besetzung“.
Halliwell‘s Film Guide schlug in dieselbe Kerbe: „Halbdokumentarischer Spionagestoff in der Tradition von Das Haus in der 92. Straße, aber deutlich weniger befriedigend trotz ausgezeichneter Technik“.